# Sumber Gede
Sumber Gede is een bestuurslaag in het regentschap Lampung Timur van de provincie Lampung, Indonesië. Sumber Gede telt 8487 inwoners (volkstelling 2010).